# Free banking
Free banking, in het Nederlands: vrij bankieren, is een systeem waarbij het bankieren volledig aan de vrije markt wordt overgelaten. Hierbij worden banken behandeld als elk ander bedrijf in een vrije markt. Banken worden niet onderworpen aan enig toezicht door een overheid of overheidsorgaan, en toetreding tot de bankenmarkt is geheel vrij. Banken dienen wel, net als elk ander bedrijf, hun verplichtingen (schulden) na te komen om te voorkomen dat ze failliet worden verklaard en dat hun assets worden geliquideerd. De vraag of dat fractioneel bankieren toegelaten behoort te zijn, is een discussie binnen het free banking-systeem, waarbij er zowel voor- als tegenstanders voor zijn te vinden.
Onder free banking vallen in ieder geval de volgende vrijheden:
- Vrijheid in geldkeuze voor de burgers; géén wettelijk verplichte betaalmiddelen.
- Vrijheid voor burgers om banken, munthuizen, gelddrukkerijen en overige financiële dienstverleners op te richten, zonder vergunningen en privileges als ongedekte geldschepping.
- Vrijheid om geld van eigen merk uit te geven.
- Vrijheid voor burgers, bedrijven en banken om geld te accepteren, maar ook te weigeren of tegen korting te aanvaarden.
- Vrijheid voor bankiers om naar eigen inzicht een portfolio in te richten en de rente te bepalen voor het uitlenen en investeren van vermogen en op spaargeld.
- Vrijheid om financiële diensten aan te bieden, zoals betaalwijzen, het uitgeven van kredietbrieven, obligaties, garanties en andersoortige zaken op de bankbalans.
- Vrijheid om bankfilialen op te richten of te fuseren met andere banken of financiële bedrijven.

## Geschiedenis

### Ontstaan
De econoom Murray Rothbard stelt in "Wat heeft de overheid met ons geld gedaan?" en "The Mystery of Banking" dat een systeem van free banking automatisch ontstond toen de mens overging van directe ruilhandel naar indirecte ruil: door een bepaald product als ruilmiddel te gaan gebruiken nam handel toe, waardoor productie snel groter werd, en de economie zich snel ontwikkelde, weg van het primitief niveau dat het eerst had. Aangezien dit ruilmiddel niet werd opgelegd door een overheid, was er vrije concurrentie tussen verschillende producten om te bepalen welke het meest efficiënte ruilmiddel was, waarmee een vorm van free banking ontstond.

## Werking

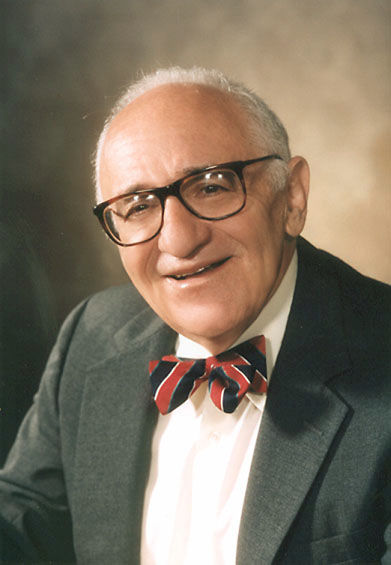
Murray Rothbard

Rothbard argumenteerde dat het ruilmiddel dat uiteindelijk als geld zou worden gebruikt in de economie het product is met de grootste verkoopbaarheid:
Net zoals er in de natuur veel verschillende vaardigheden en hulpbronnen zijn, zo varieert ook de verkoopbaarheid van producten. Naar bepaalde koopwaar is meer vraag dan naar andere en sommige goederen kunnen gemakkelijk zonder waardeverlies in kleinere stukken worden verdeeld. Bepaalde handelwaren zijn duurzamer en andere kunnen gemakkelijker over grote afstanden worden getransporteerd. Al deze voordelen zorgen voor een grotere verkoopbaarheid. In elke samenleving zullen de best verkoopbare producten geleidelijk aan worden geselecteerd als ruilmiddelen.
Zo was vee het ruilmiddel in het Oude Griekenland, en nam koper die positie in in Egypte. Uiteindelijk zijn in de recente geschiedenis, na eeuwenlange vrije concurrentie, zilver en goud als de meest efficiënte geldsoort opgekomen.

## Rentestand
Een van de argumenten voor de overgang naar free banking is dat het een "natuurlijke rentestand" toelaat: een rentestand bepaald door vraag en aanbod, in plaats van een rentestand die wordt beïnvloed en bepaald door de centrale bank. Voorstanders van vrij bankieren stellen dat deze natuurlijke rentestand ervoor zorgt dat het vraag en aanbod naar kapitaal in balans blijft, in tegenstelling tot een rentestand die verlaagd wordt door de centrale bank door zogenaamde openmarktoperaties, waarbij de vraag naar kapitaal wordt verhoogd om investeringen van bedrijven te stimuleren.

### Argumenten voor een natuurlijke rentestand
Economen van de Oostenrijkse economische school, zoals Friedrich von Hayek, Ludwig von Mises, en Murray Rothbard, stellen dat het gebrek aan een natuurlijke rentestand de reden is voor het bestaan voor volatiliteit in de economie door middel van de conjunctuurcyclus. Zij redeneren dat een natuurlijke rentestand, door het vraag en aanbod van kapitaal in balans te brengen, ook voor coördinatie zorgt tussen sparen en investeren, waardoor bedrijven gaan investeren voor de toekomst op hetzelfde moment dat spaarders aangeven in de toekomst te willen consumeren. Het kunstmatig verlagen van de rentestand door de centrale bank, daarentegen, zorgt in de beleving van de Oostenrijkse economen ervoor dat producenten door lage rentes worden aangemoedigd om te investeren voor de toekomst, terwijl consumenten niet hebben aangegeven dan te willen consumeren, leidend tot economische groei op de korte termijn, maar een recessie in de toekomst: de conjunctuurcyclus.

## Inflatie
Ludwig von Mises, een vooraanstaand aanhanger van free banking, beargumenteerde dat inflatie alleen kan ontstaan wanneer het aanbod van geld de vraag ervoor overtreft:
...[E]r is slechts één betekenis die rationeel kan worden toegeschreven aan de uitdrukking inflatie: een toename van de hoeveelheid geld (...) wordt niet gecompenseerd door een overeenkomstige verhoging van de vraag ernaar (...), zodat een daling in de objectieve ruilwaarde van geld moet plaatsvinden.
Aangezien alle grote economieën momenteel een centrale bank hebben die betrokken is in het systeem van private banken, kan er geld worden toegevoegd in de economie door middel van bankgecreëerd krediet of schuld. Economen die free banking aanhangen, vooral die van de Oostenrijkse school, zien de staatsgesponsorde centrale bank dan ook als de grootste oorzaak van inflatie, omdat zij de bank zien als het instituut dat zich bezighoudt met het creëren van nieuw geld, waar zij vaak naar verwijzen als 'vals geld' of 'fiatgeld' om aan te geven dat het geld niet gedekt is door iets van echte waarde. Wanneer de nieuwe gecreëerde bankreserves in het systeem van fractioneel bankieren worden geïnjecteerd, kiezen private financiële instituten er vaak voor om hun niveau van bankkrediet uit te breiden, wat het inflationair effect verder vergroot.